# Michelle (노래)
〈Michelle〉은 1965년 12월에 그들의 음반 《Rubber Soul》로 발매된 영국의 록 밴드 비틀즈의 노래다. 이 노래는 주로 폴 매카트니가 작곡한 곡으로, 8중창은 존 레논과 함께 작곡했다. 그 노래는 가사의 일부를 프랑스어로 부른 러브 발라드다.
《Rubber Soul》이 포함된 이 곡은 1966년 초 일부 유럽 국가들과 뉴질랜드에서 싱글곡으로 발표되었고 프랑스에서는 EP로 발매되었다. 이 곡은 벨기에, 프랑스, 노르웨이, 네덜란드, 뉴질랜드에서 비틀즈가 1위를 차지했고, 데이비드 앤 조나단과 오버랜더스의 동시 녹음은 캐나다와 영국에서 각각 성공을 거두었다. 〈Michelle〉은 1967년 올해의 곡으로 그래미상을 수상했고 그 이후로 모든 비틀즈 곡 중에서 가장 자주 녹음되는 곡들 중 하나가 되었다.

## 참여 인원
월터 에버렛의 의하면:
- 폴 매카트니 – 리드 보컬, 백킹 보컬, 어쿠스틱 기타, 베이스 기타
- 존 레논 – 백킹 보컬, 클래식 기타
- 조지 해리슨 – 백킹 보컬, 어쿠스틱 기타, 리드 기타
- 링고 스타 – 드럼